# 防衛政策局
防衛政策局 （ぼうえいせいさくきょく、英: Bureau of Defense Policy）は、防衛省の内部部局の一つ。旧防衛庁防衛局。

## 歴史
- 2006年7月：防衛局を防衛政策局に改称。
- 2007年1月：防衛庁の省昇格により、防衛省防衛政策局となる。
- 2007年8月：日米防衛協力課、国際政策課を新設[1]。
- 2015年10月：運用企画局の廃止により、運用に関する業務を所管する運用政策課、訓練課を移管。戦略企画課新設。

## 職務
- 防衛及び警備の基本及び調整に関すること。
- 自衛隊の行動の基本に関すること（整備計画局の所掌に属するものを除く。）。
- 前二号並びに次条第一号及び第三号（指揮通信の基本に係る部分に限る。）に掲げる事務に必要な情報の収集整理に関すること。
- 防衛及び警備に関する秘密の保全に関すること。
- 自衛隊の部隊訓練の基本に関すること。
- 防衛研究所が行う第五十二条第二項に規定する調査研究に関すること並びに防衛研究所の管理及び運営一般に関すること。
- 情報本部の管理及び運営一般に関すること。
- 国際機関及び外国の行政機関その他の機関との渉外に関すること。
- 防衛会議の庶務に関すること（前各号に掲げる事務に係るものに限る。）。

（防衛省組織令より）

## 組織
- 局長
- 次長（3名）
- 防衛政策課
- 日米防衛協力課
- 国際政策課
- 運用政策課
- 運用基盤課
- 調査課
- 戦略企画参事官
- 運用調整参事官
- インド太平洋地域参事官